# Menhir du Grand Berger
Le menhir du Grand Berger est un menhir situé sur la commune de Vert-Saint-Denis dans le département de Seine-et-Marne.

## Description
Le menhir est constitué d'une grande dalle en meulière de 2,20 m de hauteur pour une largeur à la base de 1,30 m au maximum. Il est incliné vers le nord-est.

## Folklore
Selon l'abbé Fortin, son nom viendrait de l'habitude qu'avaient pris les bergers de se réunir avec leurs troupeaux près de la pierre afin de discuter de leurs affaires.